# تونی پوپادیچ
تونی پوپادیچ (انگلیسی: Toni Popadić؛ زادهٔ ۵ نوامبر ۱۹۹۴) بازیکن واترپلو اهل کرواسی است.
وی در مسابقات کشوری و بین‌المللی در مجموع برندهٔ ۱ مدال نقره شده است.